# Deepenhornteich
Der Deepenhornteich ist ein Rückhaltebecken in Meiendorf, Hamburg-Rahlstedt. Er wird vom Deepenhorngraben durchflossen.
Anfang 2021 ist er, für 21.000 €, teilweise eingezäunt worden, u. a. um Eislaufen zu verhindern. Die Umzäunung wird in den Sommermonaten teilweise abmontiert.